# Meglio così (Gazzelle)
Meglio così è un singolo del cantautore italiano Gazzelle, pubblicato il 6 dicembre 2017 e successivamente inserito nella versione deluxe del primo album in studio Superbattito.

## Descrizione
Il brano è stato prodotto e missato da Federico Nardelli, e successivamente masterizzato da Riccardo Parenti.

## Video musicale
Il videoclip, diretto da Zavvo Nicolosi, è una parodia del film Trainspotting, con protagoniste quattro ragazze la cui amicizia è messa a rischio da alcuni litigi. Nel video sono altresì presenti omaggi agli Oasis, band di cui Gazzelle è fan, e alla cultura brit pop in generale.

## Tracce
1. Meglio così – 4:01

## Classifiche
| Classifica (2018) | Posizione |
| ----------------- | --------- |
| Italia            | 60        |